# アモジアキン
アモジアキン(amodiaquine, ADQ)はマラリアの治療に用いられる医薬品であり、マラリア原虫による合併症のないマラリアの治療に用いられる。耐性のリスクを軽減させる為にアーテスネートとの併用が勧められる。稀であるが重度の副作用があるためマラリアの予防薬としては勧められない。
アモジアキンの副作用はクロロキンに似ており、一般的に軽度から中等度の副作用がある。稀に肝臓の支障または無顆粒球症を発生することがある。過度の服用により、頭痛、不眠症、発作、心停止、などが起こりえる。2007年時点では詳細な研究はされていないが、妊娠中の服用は安全とされる。 アモジアキンはクロロキンと同系の4-アミノキノリン化合物である。
アモジアキンが最初に作られたのは1948年である。世界保健機関の必須医薬品リストに掲載されており、最も効果的で安全な医療制度に必要とされる医薬品である。2014年の卸売価格は1投与約$0.01米ドルである。米国では入手できない。アフリカでは幅広く使用されている。